# Elecciones legislativas de Burundi de 1993
Las elecciones legislativas de Burundi de 1993 tuvieron lugar el 29 de junio del mencionado año, cuatro semanas después de las elecciones presidenciales, en el marco de la transición democrática realizada por el gobierno de Pierre Buyoya, de la Unión para el Progreso Nacional (UPRONA), hasta entonces única formación política legal del país en el marco de un régimen militarista dominado por el grupo étnico minoritario tutsi. Bajo la nueva constitución, se debían elegir, mediante la representación proporcional por listas, a 81 miembros de una Asamblea Nacional para un mandato de cinco años. Desde el golpe de Estado de 1987, el país carecía de un legislativo constitucional.
Reforzado tras el aplastante triunfo de su candidato, Melchior Ndadaye, en los comicios presidenciales, el Frente para la Democracia en Burundi (FRODEBU), un partido político socialdemócrata no racial pero mayoritariamente hutu, obtuvo una rotunda victoria con el 72,58% del voto popular y una mayoría del 80% de los escaños, con 65 bancas. La oficialista Unión para el Progreso Nacional (UPRONA), logró obtener solo 16 escaños con un 21,87% de los votos, una pérdida de más de diez puntos con respecto a las elecciones presidenciales. Ningún otro partido superó el umbral del 5% requerido para obtener escaños. La participación decreció ligeramente con respecto a las elecciones presidenciales, pero de todas formas fue abrumadora, con el 91,38% de los votantes registrados emitiendo sufragio. El presidente y el legislativo electo tomaron posesión de su cargo en julio, marcando la instauración de la democracia en Burundi por primera vez. El FRODEBU triunfó en todo e país, con la excepción de la provincia de Cankuzo, donde se impuso la UPRONA ante la abstención del FRODEBU.
Tras el asesinato de Ndadaye en octubre y el estallido de la guerra civil burundesa, el país cayó en un estado de violencia política persistente, por lo que no se realizaron elecciones hasta terminado el conflicto. Mientras que se sucedieron numerosos presidentes durante este período, el legislativo se mantuvo hasta las siguientes elecciones, que se realizaron en julio de 2005, doce años después de la convocatoria de 1993.

## Resultados
|  | 72.58 % |

|  | 21.87 % |

|  | 1.71 % |

|  | 1.43 % |

|  | 1.26 % |

|  | 1.15 % |

|  | 97.88 % |

|  | 2.12 % |

|  | 100.00 % |

|  | 91.38 % |